# 久保貴裕
久保 貴裕（くぼ あつひろ、1974年8月31日 - ）は、京都府宇治市出身の元プロ野球選手（投手）。

## 来歴・人物
宇治市立宇治中学校から京都成章高等学校に進学。倉義和とのバッテリーで高校3年生時の1992年夏には京都府大会・木津高戦でノーヒットノーランを達成、準々決勝は延長14回を投げたが敗れて甲子園大会出場はならなかった。
全国大会未経験ながら各球団が注目したが、同年のドラフト2位で希望を表明していた福岡ダイエーホークスに入団。
1993年～1998年まで6年間在籍するものの、一軍出場なしに終わる。

### 引退後
引退後もダイエーに残って打撃投手を務めていたが、その後は三軍用具担当兼三軍スタッフとなった。
2016年から二軍用具担当兼二軍スタッフとなった。
2017年から二軍マネージャーとなった。

## 詳細情報

### 年度別投手成績
- 一軍公式戦出場なし

### 背番号
- 53（1993年 - 1998年）
- 114 （1999年 - 2006年）